# Frans Scherman
Frans Hugo Scherman, född 6 juni 1921 i Göteborg, död 28 juni 2004 i Kungälv, var en svensk arkitekt. 
Scherman, som var son till sjökapten Arthur Scherman och Julia Berndtsson, avlade studentexamen i Göteborg 1941, utexaminerades från Chalmers tekniska högskola 1946 och studerade vid Kungliga Konsthögskolan 1948–1951. Han blev arkitekt på Kooperativa förbundets arkitektkontor i Stockholm 1946, hos Lantbruksförbundets byggnadsförening 1948, hos arkitekt Hakon Ahlberg 1949, blev assistent på länsarkitektkontoret i Linköping 1951, chefsarkitekt på Bohuskommunernas arkitektkontor i Uddevalla 1953, biträdande länsarkitekt i Göteborgs och Bohus län 1959 och var länsarkitekt där 1967–1978.
Scherman var ordförande i föreningen Hem och Skola i Kungälv 1963–1967, i Västra Sveriges arkitektförening 1968–1969, i avdelning H i Tekniska samfundet 1968–1969, vice ordförande i Statens planverks råd för samhällsplanering 1969–1972 och ordförande i Länsarkitekternas förening 1971–1972. Han är begravd på Västra kyrkogården i Göteborg.